# Tectaria camerooniana
Tectaria camerooniana är en ormbunkeart som först beskrevs av William Jackson Hooker, och fick sitt nu gällande namn av Arthur Hugh Garfit Alston. Tectaria camerooniana ingår i släktet Tectaria och familjen Tectariaceae. Inga underarter finns listade.